# 索里奥
索里奥（法語：Sorio，法語發音：[sɔʁjo]）是法国上科西嘉省的一个市镇，属于卡尔维区。

## 地理
索里奥（42°34'59"N, 9°16'26"E）面积15.56 平方千米，位于法国上科西嘉省，该省份位于科西嘉北部，后者为地中海西部的一座岛屿，也是法国的一个单一领土集体，位于法国大陆部分的东南面，意大利半島的西面，最临近的地块是撒丁岛。
与索里奥接壤的市镇（或旧市镇、城区）包括：拉马、彼得拉尔巴、皮耶沃。

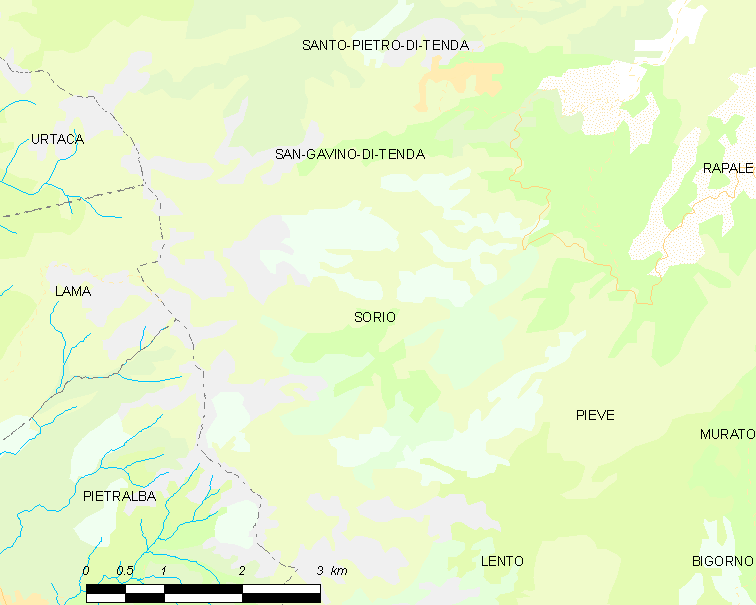
索里奥的OSM定位图

索里奥的时区为UTC+01:00、UTC+02:00（夏令时）。

## 行政
索里奥的邮政编码为20246，INSEE市镇编码为2B287。

## 政治
索里奥所属的省级选区为比古利亚-内比奥县。

## 人口

1962-2008年间索里奥人口变化图示

索里奥于2022年1月1日时的人口数量为129人。